# Gaig de gorja argentada
El gaig de gorja argentada (Cyanolyca argentigula) és una espècie d'ocell de la família dels còrvids (Corvidae) que habita selva humida de les muntanyes de Costa Rica i oest de Panamà.